# Szojuz TMA–M
A Szojuz–TMA (GUKOSZ-kódja: 11F732A47) orosz hatodik generációs űrhajó, a Szojuz űrhajócsalád tagja. 2010-től használják a Nemzetközi Űrállomás (ISS) kiszolgálására.

## Története
A Szojuz TMA–M (oroszul: транспортный модифицированный антропометрический модернизированный) (a típusjelzésben a T a transzportniij, magyarul szállító, az M a mogyificirovannij, magyarul módosított, az A az antropometricseszkij, magyarul embermértékű, M a modernizált kifejezésekre utal), az ISS kiszolgálására készített, alapvetően a Szojuz–T űrhajón alapul, annak modernizált, továbbfejlesztett változata.
A Szojuz TMA szállító/mentő űrhajókat – egyéves kifutási átmenettel – váltotta fel. Az első személyzettel végrehajtott repülése a Szojuz TMA–01M volt, melyet 2010. október 7-én hajtottak végre. Évente átlagosan 1–2 Szojuz TMA–M űrhajót indítanak.

## Jellemzői
A Szojuz űrhajók felépítését követi. Három fő része az orbitális modul (BO – бытовой отсек [БО]), a visszatérő modul (SZA – спускаемый аппарат [СА]), valamint a műszaki-kiszolgáló modul (PAO – приборно-аггрегатный отсек [ПАО]).

### Belső változások a Szojuz TMA űrhajóhoz képest
Az űrhajón – elődeihez képest – számos eszközt modernizáltak, a korábbi analóg rendszereket digitális rendszerek váltották fel. Ez egyebek mellett súlycsökkentéssel járt, ami megnövelte a szállítható hasznos tömeg mennyiségét. További súlycsökkenést eredményezett, hogy az analóg rendszerek megszüntetésével megváltozott a belső hőmérséklet-szabályozás. Módosult az űrhajósok elhelyezése is, ami javítja a komfortérzetet.
Főbb változások:
1. A több mint 30 éve használt Argon analóg rendszerű vezetési és irányítási rendszert egy megújult digitális számítógép (CVM–101) váltotta fel. Az számítógép súlya a korábbi 70 kilogrammról 26 kilogrammra, energiafogyasztása pedig 80 W-ra csökkent. A központi számítógép számítási kapacitása 8 millió művelet/s, memóriakapacitása pedig 2 MB. Működési ideje jelentősen – 35 ezer órára – növekedett.
2. Digitális eszközökre cserélték a fedélzeti mérő és ellenőrző, valamint a navigációs rendszer műszerparkját. A hat egység tömege 101 kilogrammról 41 kilogrammra csökkent. Energiafogyasztása 402 W helyett 105 W lett.

### Orbitális modul
Az orbitális kabin legnagyobb átmérője 2,2 m, hossza 3,29 méter, belső térfogata 6,6 köbméter – ebből 4 köbméter a legénységi rész. Elektromos teljesítményigénye átlagosan 0,6 kilowatt (kW). Biztosított a klíma  (WHO – система жизнеобеспечения [СЖО]), a WC (ASU – ассенизационно-санитарное устройство [АСУ]). Elöl található a hermetikusan záródó ajtó, az űrállomásra történő átszállást segítve (ССВП  – система  стыковки и внутренного перехода). Egy aktív rendszer az űrállomásra történő automatikus dokkolás elősegítésére  (ССВП – система стыковки и внутренного перехода). A kabinhoz a Kursz rendszer két antennája csatlakozik. Visszatérő felületét hővédő bevonat (EVTI – [ЭВТИ экранно-вакуумная теплоизоляция]) borítja. A maximális önálló repülés 14 nap, az űrállomáshoz kapcsolt állapotban 6 hónap (200 nap).

### Visszatérő modul
Formája kúp alakú, hossza 2,14 méter, legnagyobb átmérője 2,2 méter, belső térfogata 3,85 köbméter, ebből 2,5 a legénység tere. A felépítésére jellemző egységek: a három ülés típusa Kazbek-UM (Казбек-УМ); a fedélzeti számítógép CVM-101 (ЦВМ-101); a navigációs rendszer (СУДН – система управления движением и навигацией); a gyorsulásmérő (БИЛУ – блок измерения линейных ускорений); Kaktusz-2V magasságmérő (Кактус-2В);  Neptun-ME raktér (Нептун-МЕ); beépített mikroprocesszorok, két képernyő, oxigéntartályok, rakománykonténerek, élelmiszer és víz. Az elején kialakított 60 centiméteres rekeszben van az ejtőernyő (a főernyő 1000, a biztosító ernyő 570 négyzetméteres). Visszatérő felületét hővédő bevonat (EVTI – [ЭВТИ экранно-вакуумная теплоизоляция]) borítja. Alul van elhelyezve a 6 darab fékező rakétamotor (4 darab [ДМП – двигатель мягкой посадки], valamint 2 darab módosított [DMP-M <= ДМП-М]).

### Műszaki modul
A modul három részből áll. Az átmeneti rész rácsos, 5 pirotechnikai zár teszi lehetővé a visszatérő modul leválasztását. A modul zárt részének átmérője 2,1 méter, magassága 0,5 méter, belső térfogata 2,2 köbméter. A zárt részben van elhelyezve az irányítási és navigációs rendszer, elektromos berendezés, telemetriai és irányító rendszer. A hajtómű rész hengeres, átmérője 2,1 méter, az alsó kúpos gallér átmérője 2,72 méter. Főhajtómű (KDU – корректирующая двигательная установка [КДУ]), 14 darab korrekciós fúvóka (DPO – двигатели причаливания и ориентации [ДПО]) tájoláshoz és stabilizáláshoz. Biztosított a hőszabályozó rendszer. Napelem alkalmazása esetén a zárt részhez 2 darab, 10,6 méter fesztávolságú energiaforrás van erősítve.

## Hordozórakéták
A Szojuz TMA–M űrhajók indításához a Szojuz–FG hordozórakétát használják.

## Repülések
| Űrhajó         | Rakéta    | Fellövés dátuma | Visszatérés dátuma | Űrben töltött idő        | Keringések száma |
| -------------- | --------- | --------------- | ------------------ | ------------------------ | ---------------- |
| Szojuz TMA–01M | Szojuz-FG | 2010. 08. 10.   | 2011. 03. 16.      | 159 nap, 8 óra, 43 perc  | 2508             |
| Szojuz TMA–02M | Szojuz-FG | 2011. 07. 07.   | 2011. 11. 16.      | 167 nap, 6 óra, 12 perc  | 2613             |
| Szojuz TMA–03M | Szojuz-FG | 2011. 12. 21.   | 2012. 07. 01.      | 192 nap, 18 óra, 58 perc | 3007             |
| Szojuz TMA–04M | Szojuz-FG | 2012. 05. 15.   | 2012. 09. 17.      | 124 nap, 23 óra, 52 perc | 1946             |
| Szojuz TMA–05M | Szojuz-FG | 2012. 07. 15.   | 2012. 11. 19.      | 126 nap, 23 óra, 13 perc | 1973             |
| Szojuz TMA–06M | Szojuz-FG | 2012. 10. 23.   | 2013. 03. 15.      | 143 nap, 16 óra, 15 perc | 2233             |
| Szojuz TMA–07M | Szojuz-FG | 2012. 12. 19.   | 2013. 05. 14.      | 145 nap, 14 óra, 19 perc | 2261             |
| Szojuz TMA–08M | Szojuz-FG | 2013. 03. 28.   | 2013. 09. 11.      | 165 nap, 21 óra, 9 perc  |                  |
| Szojuz TMA–09M | Szojuz-FG | 2013. 05. 28.   | 2013. 11. 11.      | 166 nap, 6 óra, 18 perc  | 2581             |
| Szojuz TMA–10M | Szojuz-FG | 2013. 09. 25.   | 2014. 03. 11.      | 166 nap, 6 óra, 26 perc  | 2580             |
| Szojuz TMA–11M | Szojuz-FG | 2013. 11. 07.   | 2014. 05. 14.      | 187 nap, 12 óra, 9 perc  | 2916             |
| Szojuz TMA–12M | Szojuz-FG | 2014. 03. 25.   | 2014. 09. 11.      | 169 nap, 5 óra, 6 perc   | 2626             |
| Szojuz TMA–13M | Szojuz-FG | 2014. 05. 28.   | 2014. 11. 10.      | 165 nap, 8 óra, 1 perc   | 2566             |
| Szojuz TMA–14M | Szojuz-FG | 2014. 09. 25.   | 2015. 03. 12.      | 167 nap, 5 óra, 43 perc  | 2599             |
| Szojuz TMA–15M | Szojuz-FG | 2014. 11. 23.   | 2015. 06. 11.      | 199 nap, 16 óra, 43 perc | 3107             |
| Szojuz TMA–16M | Szojuz-FG | 2015. 03. 27.   | 2015. 09. 12.      | 168 nap, 5 óra, 9 perc   | 2619             |
| Szojuz TMA–17M | Szojuz-FG | 2015. 07. 22.   | 2015. 12. 22.      | 141 nap, 16 óra, 10 perc | 2207             |
| Szojuz TMA–18M | Szojuz-FG | 2015. 09. 02.   | 2016. 03. 03.      | 181 nap, 23 óra, 48 perc | 2833             |
| Szojuz TMA–19M | Szojuz-FG | 2015. 12. 15.   | 2016. 06. 18.      | 185 nap, 22 óra, 11 perc | 2893             |
| Szojuz TMA–20M | Szojuz-FG | 2016. 03. 18.   | 2016. 09. 07.      |                          |                  |